# Thérèse Coffey
Thérèse Anne Coffey, född 18 november 1971 i Billinge, Merseyside, är en brittisk konservativ politiker som tjänstgjorde som ställföreträdare för premiärminister Liz Truss september–oktober 2022. Hon var parlamentsledamot för Suffolk Coastal mellan 2010 och 2024.